# Francisco de Villagra
Francisco de Villagra Velázquez (Santervás, Corona de Castella, 1511 - † Concepción; Xile, 22 de juliol de 1563) va ser un conquistador espanyol, Governador de Xile durant els períodes 1547-1549, 1553-1557 y 1561-1563.
Era fill d'Álvaro de Sarría i d'Ana Velázquez de Villagra, que no van contraure matrimoni, pel que se li va donar el cognom de la mare.
En arribar a Amèrica es va dirigir al Perú on va planejar al costat del capità Alonso de Mesa un intent d'alliberament de Diego de Almagro, presoner dels Pizarro. Descobert l'intent, va ser condemnat a mort, però Hernando Pizarro li va perdonar la vida. Va estar present a la fundació de Santiago de Nueva Extremadura, avui Santiago de Xile, el 1541,
Quan Pedro de Valdivia va decidir viatjar al Perú el 1548 a la recerca de reforços, li va encarregar a Villagra el govern interí. En començar el seu mandat va descobrir una conspiració dirigida per Pedro Sánchez de la Hoz que li va ocasionar la pena de mort. El 1551 va ser enviat al Perú a reclutar els homes necessaris per les campanyes al sud contra les tribus maputxes,
El 1553 va morir Valdivia a la batalla de Tucapel i les ciutats del sud el proclamen governador. A la Batalla de Marihuenyu de 1554 contra els indígenes va patir una severa derrota amb nombroses baixes i la destrucció de la ciutat de Concepción. Durant la guerra d'Arauco el guerriller Lautaro torna a vèncer els espanyols a Angol ia la refundada Concepción. Villagra marxa al sud, i aconsegueix introduir-se amb els seus homes per sorpresa al campament maputxe, matant Lautaro i vencent els araucans a la batalla de Mataquito, el 30 d'abril de 1557.